# Платтевілл (містечко, Вісконсин)
Платтевілл (англ. Platteville) — місто (англ. town) в США, в окрузі Грант штату Вісконсин. Населення — 1513 особи (2020).

## Демографія
Згідно з переписом 2010 року, у місті мешкало 1509 осіб у 562 домогосподарствах у складі 415 родин. Було 604 помешкання
Расовий склад населення:
| - 97,5 % — білих - 1,4 % — азіатів - 0,3 % — чорних або афроамериканців - 0,1 % — корінних американців |

До двох чи більше рас належало 0,6 %. Частка іспаномовних становила 0,7 % від усіх жителів.
За віковим діапазоном населення розподілялося таким чином: 25,0 % — особи молодші 18 років, 60,7 % — особи у віці 18—64 років, 14,3 % — особи у віці 65 років та старші. Медіана віку мешканця становила 41,0 року. На 100 осіб жіночої статі у місті припадало 104,2 чоловіків;  на 100 жінок у віці від 18 років та старших — 103,4 чоловіків також старших 18 років.
Середній дохід на одне домашнє господарство  становив 84 031 долар США (медіана — 70 625), а середній дохід на одну сім'ю — 92 895 доларів (медіана — 81 389). Медіана доходів становила 44 844 долари для чоловіків та 48 889 доларів для жінок. За межею бідності перебувало 7,6 % осіб, у тому числі 9,2 % дітей у віці до 18 років та 1,1 % осіб у віці 65 років та старших.
Цивільне працевлаштоване населення становило 842 особи. Основні галузі зайнятості: освіта, охорона здоров'я та соціальна допомога — 30,4 %, роздрібна торгівля — 14,6 %, мистецтво, розваги та відпочинок — 10,7 %, виробництво — 9,6 %.